# ديبورا والي
ديبورا والي (بالإنجليزية: Deborah Walley)‏ هي ممثلة أمريكية، ولدت في 12 أغسطس 1941 في الولايات المتحدة، وتوفيت بنفس المكان في 10 مايو 2001 بسبب سرطان المريء.

## وصلات خارجية
- ديبورا والي على موقع IMDb (الإنجليزية)
- ديبورا والي على موقع ألو سيني (الفرنسية)
- ديبورا والي على موقع ميوزك برينز (الإنجليزية)
- ديبورا والي على موقع إن إن دي بي (الإنجليزية)
- ديبورا والي على موقع ديسكوغز (الإنجليزية)
- ديبورا والي على موقع قاعدة بيانات الفيلم (الإنجليزية)